# Nieznana z imienia córka Mieszka II Lamberta
Nieznana z imienia córka Mieszka II Lamberta, znana jako Rycheza lub Adelajda (zm. po 1052) – córka Mieszka II Lamberta, królowa węgierska, żona Beli I, króla Węgier (1060–1063), matka m.in. świętego Władysława, króla Węgier.

## Życiorys
Była córką Mieszka II Lamberta. Nie znamy jej imienia. Imię Ryksa jest propozycją starszej literatury, opierającą się jedynie na tym, że tak samo nazywała się jej matka. Polscy historycy Jerzy Dowiat i Tadeusz Wasilewski wysunęli hipotezę, że córka Mieszka II nosiła imię Adelajda. Hipoteza ta wyjaśniłaby, dlaczego w Kronice polsko-węgierskiej przypisywano Mieszkowi I córkę o tym imieniu, królową Węgier (autor pomylił Mieszka I z Mieszkiem II). Imię Adelajda córka Mieszka II mogłaby otrzymać po siostrze swojej matki, ksieni w Nivelles.
Data ślubu z władcą węgierskim Belą I nie jest pewna. Bela z braćmi najpierw przebywał w Czechach, później w Polsce. Tam w zamian za zasługi położone w walce z Pomorzanami otrzymał rękę córki Mieszka II Lamberta, króla Polski. Większość badaczy datuje ślub na około 1043, inni przesuwają go na około 1036. Według późnych źródeł węgierskich ręka polskiej królewny była nagrodą za udział Beli I w zwycięskiej dla Polaków bitwie z Pomorzanami. Przypuszcza się, że ślub był elementem szerszej polityki Kazimierza I Odnowiciela i jego szwagra, ruskiego księcia Jarosława Mądrego, mającej na celu wspieranie węgierskiej opozycji przeciwnej tamtejszemu królowi Piotrowi. Mniej więcej w tym samym czasie Andrzej, starszy brat Beli, ożenił się z córką Jarosława Mądrego.
Bela I i jego polska żona doczekali się trzech synów – byli nimi:
- Gejza I, ur. 1044/1045, zm. 25 kwietnia 1077, król Węgier,
- Władysław I Święty, ur. ok. 1048, zm. 20 czerwca 1095, król Węgier,
- Lambert, zm. ok. 1096

W literaturze istnieją pewne rozbieżności co do liczby ich córek. Literatura zgodnie uznaje, że były nimi:
- Zofia, zm. 18 czerwca 1095, od 1062 lub 1063 żona Ulryka I, margrabiego Karyntii, a po 6 marca 1070 Magnusa, księcia saskiego,
- Helena, zm. przed 1095, żona Dymitra Zwonimira, króla Chorwacji,
- nieznanego imienia żona hrabiego Lamberta (zm. 1132).

W części opracowań jako córki Beli I są wymienione także:
- Maria, od 1068 żona Andronika I, cesarza bizantyńskiego,
- Anna Lankijska, żona Rościsława Włodzimierzowica, księcia tmutorokańskiego.